# Formica opaciventris
Formica opaciventris är en myrart som beskrevs av Carlo Emery 1893. Formica opaciventris ingår i släktet Formica och familjen myror. Inga underarter finns listade i Catalogue of Life.

## Bildgalleri

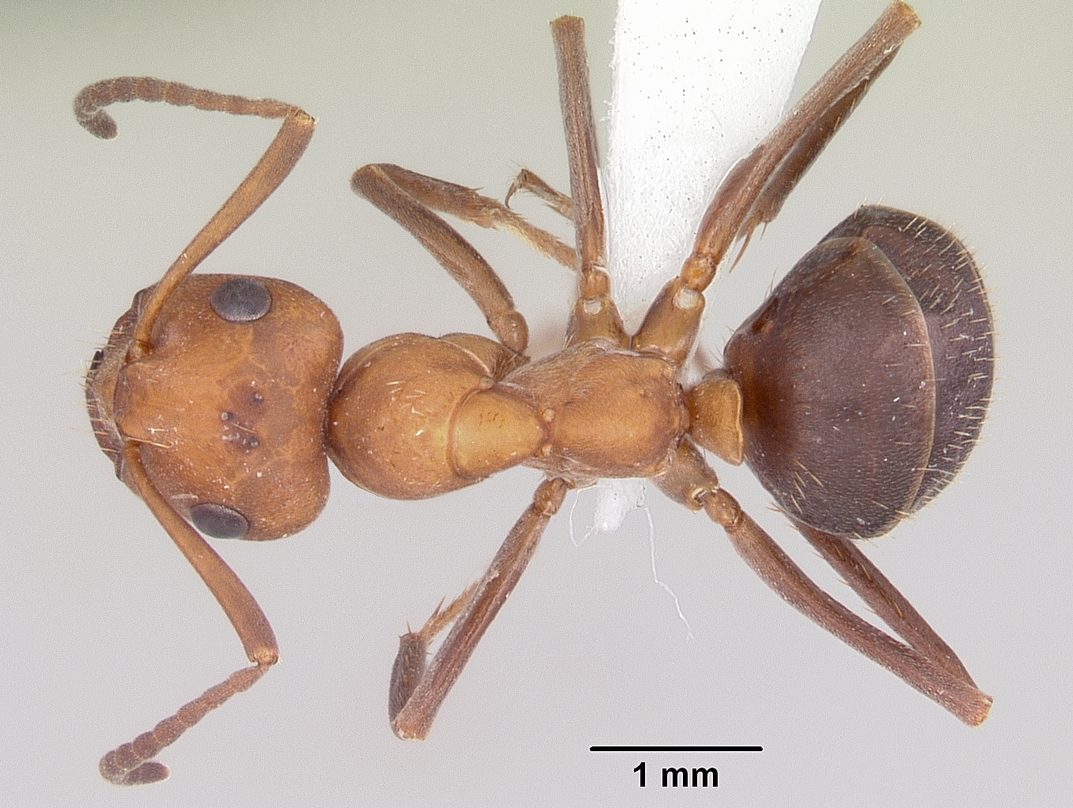
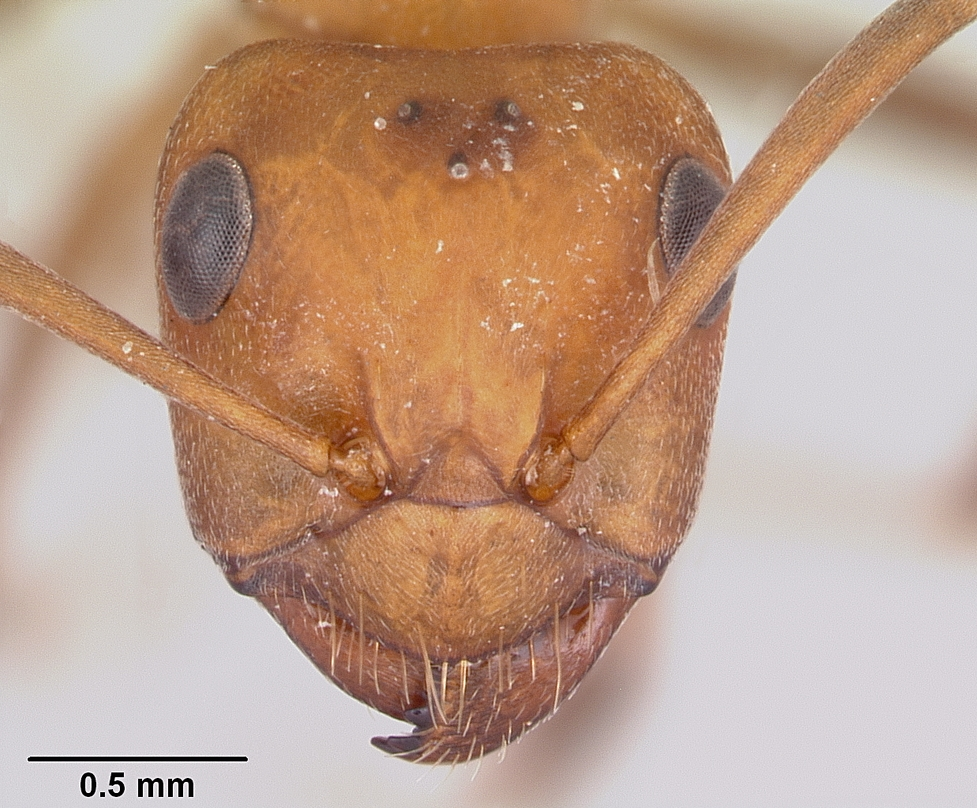
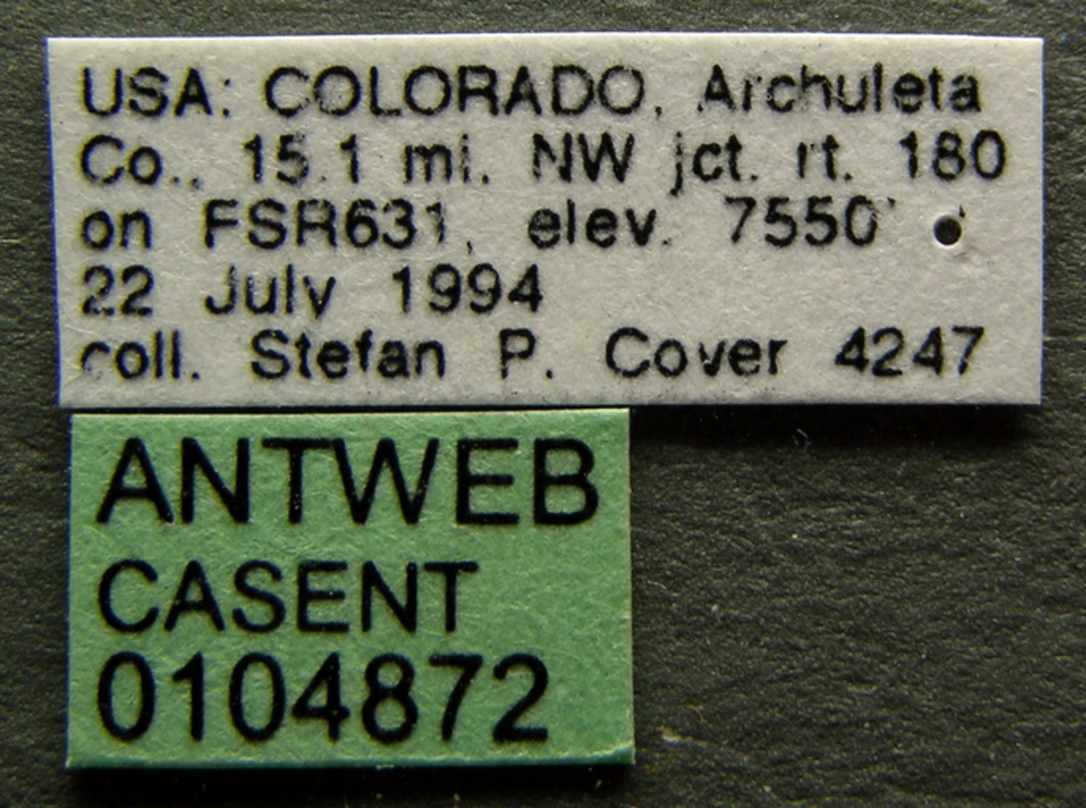
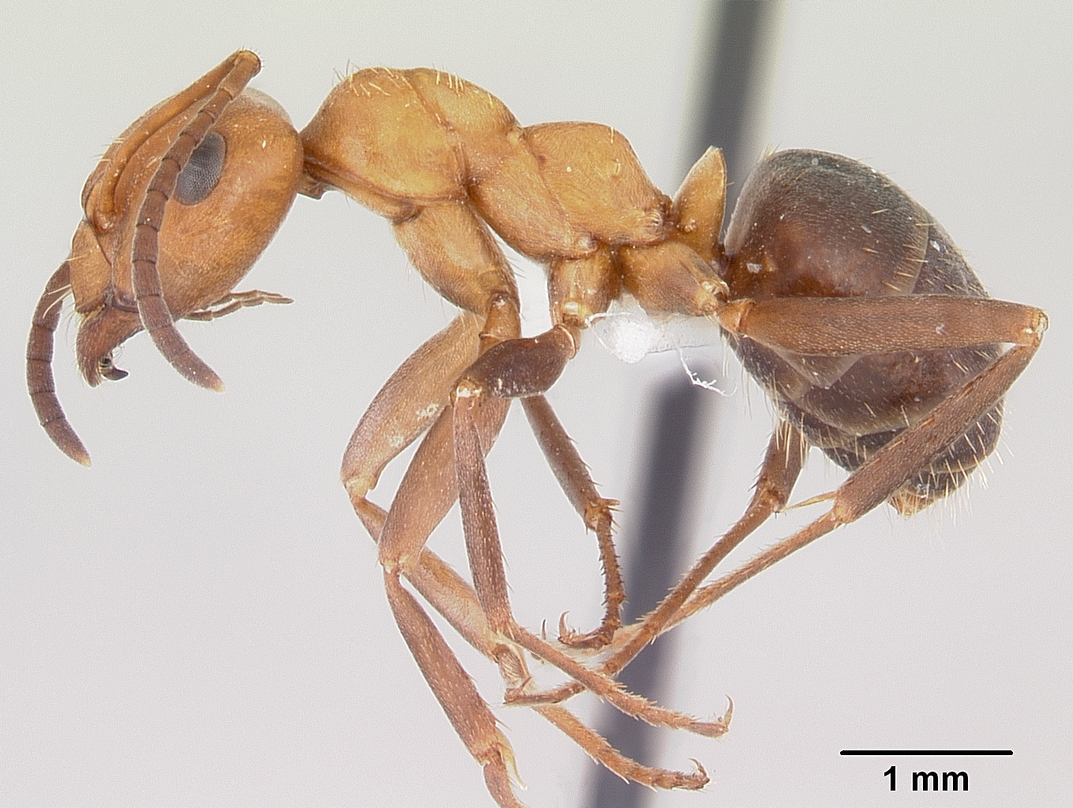